# منطقه حفاظت‌شده حرا رود گز
منطقهٔ حفاظت‌شدهٔ حرا رود گز یک منطقهٔ حفاظت‌شده با مساحت ۲۷۳۶۱ هکتار است که در استان هرمزگان در ایران قرار دارد. این منطقهٔ حفاظت‌شده طبق مصوبهٔ شمارهٔ ۷۲۲ در تاریخ ۹۰/۱۱/۶ در فهرست مناطق تحت حفاظت سازمان محیط زیست ایران قرار گرفت.